# ギュスターヴ・チュレ

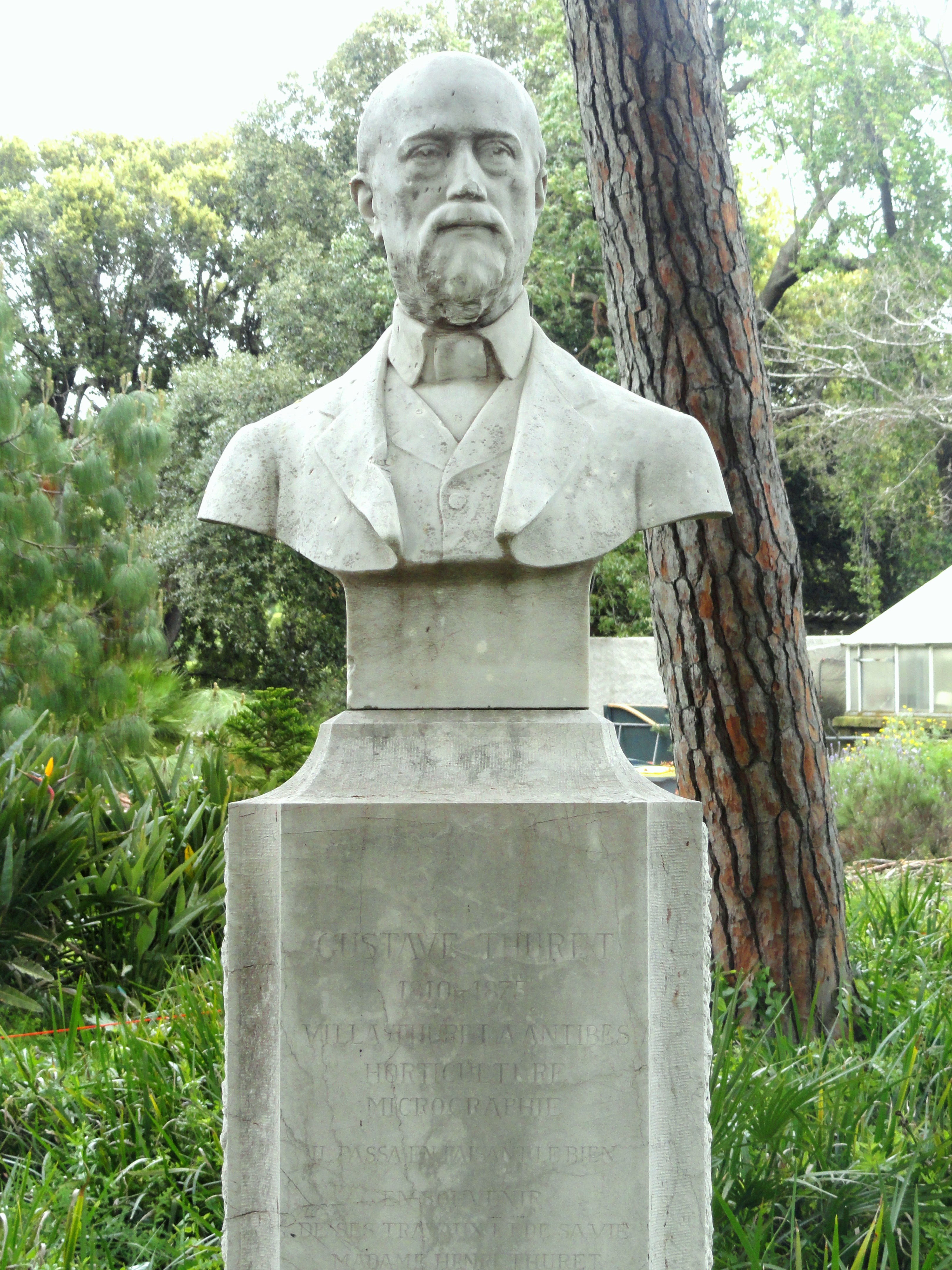
ド・ラ・ヴィラ・チュレ植物園のチュレの胸像

ギュスターヴ・チュレ（Gustave Adolphe Thuret、1817年5月23日 – 1875年5月10日）は、フランスの植物学者である。ド・ラ・ヴィラ・チュレ植物園の創立者である。

## 略歴
パリに生まれた。ナントの勅令が廃止された後、オランダに逃れたユグノーの家系である。母親はイギリスで育ち、英語が最初に学んだ言語で終生、イギリスに強い愛着を持っていた。はじめ法律を学ぶが、アマチュア音楽家として活動し、音楽仲間から植物学への興味のきっかけを得た。植物採集から始まり、植物学者のジョセフ・ドケーヌに学び、ドケーヌから海藻の研究をすることを勧められた。
役人としては、フランス大使、ポントワ（Edouard Pontois）に随行し、2度オスマン帝国を訪れ、しばらく領事官補を務めた。短い外交官生活ではあったが、中東の植物に関する研究を得た。1841年にチュレはシリア、エジプトを経由してフランスに戻った。
1840年に車軸藻類に関する論文"Notes sur 1ère anthere de Chara et les animalcules qu'elle renferme"を執筆し、藻類の精子が運動することを詳細に記述した。役人をやめ、ランティイの父親の別荘で研究に専念した。藻類などの遊走子、精細胞の研究で業績をあげた。
1857年まで、大部分の時間をフランスの大西洋岸で過ごし、海草の観察を行い、ジョセフ・ドケーヌとともに藻類学のオーソリティとなった。著書に植物の受精を研究した"Fucaceae"（1853、1855）があり、ドケーヌと共著でFloridae（真正紅藻亜綱）の有性生殖の研究も行った。"Notes algologiques" (1876–1880)と"Études phycologiques" (1878)は没後に出版された。チュレの著作の図版は植物画家のアルフレッド・リオクリューが描いた。
1857年に地中海沿岸のアンティーブに研究の拠点を移し、自邸内に各地から珍しい植物を集め、没後邸は政府に寄付されド・ラ・ヴィラ・チュレ植物園となった。この植物園は後にフランス国立農学研究所の研究施設となった。

## 著作
- Notes sur 1ère anthere de Chara et les animalcules qu'elle renferme
- (1843): Recherches sur les organs locomoeurs des spores des algues. Ann. Sci. Nat. Bot. Series 2, 19: 266-277.
- (1845): Note sur les spores de quelques algues. Ann. Sci. Nat. Bot., Series 3, 3: 274-275.
- (1851): Recherches sur les zoospores des Algues et les anthéridies des Cryptogames.  Ann. Sci. Nat. Bot., Series 3, 14: 214-260.
- (1855): Note sur un nouveau genre d'algues, de la famille des Floridées. Mémoires de la Société des Sciences Naturelles de Cherbourg 3: 155–160.
- (1875): Essai de classification des Nostochinées. Annales des sciences naturelles (Botanique) ser. 6, 1, 372-382.
- (1878); ボルネと共著: Études phycologiques. Analyses d'algues marines. 1878, 105 Seiten; 51 Tafeln. Reprint 1966.
- (1880): Xenococcus schousboei. In Notes Algologiques, pp. 73-75. Hrsg. E. Bornet & G. Thuret. Paris: G. Masson.